# Ernst Wladislaus von Dönhoff
Ernst Wladislaus Graf von Dönhoff (* 26. November 1672 in Königsberg; † 10. Juni 1724 in Berlin) war ein preußischer Generalleutnant.

## Leben

### Herkunft
Er entstammte der Familie Dönhoff und war ein Sohn des Grafen Friedrich von Dönhoff († 1696) und dessen Ehefrau Eleonore Katharina Elisabeth, geborene Gräfin von Schwerin († 1696).

### Werdegang

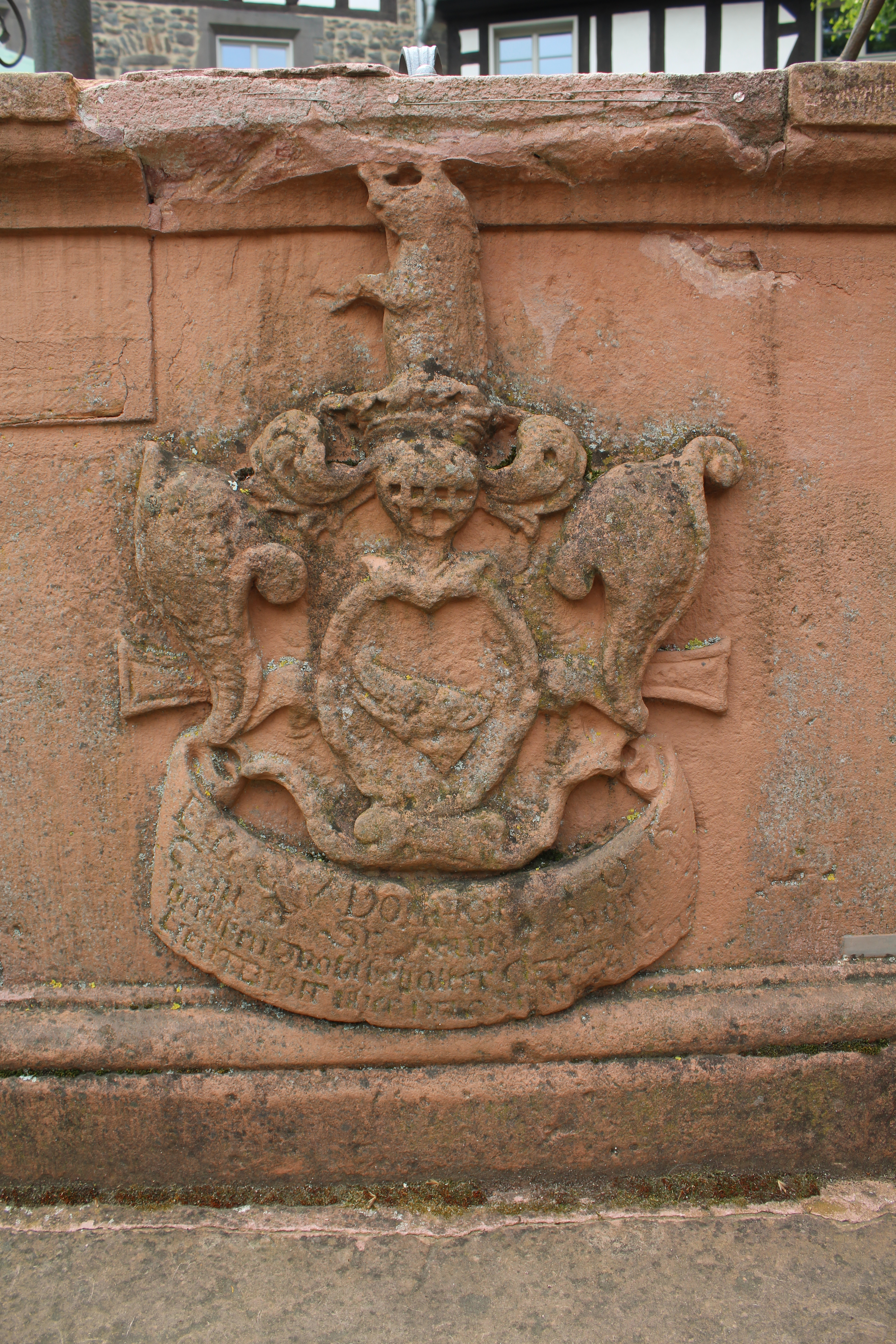
Wappendarstellung am Schiffenberger Ziehbrunnen von 1717 mit bezugnehmender Inschrift

Dönhoff begann seine militärische Laufbahn 1686 als Kapitän im Regiment „Anhalt“. Am 27. Oktober 1790 wurde er zum Major befördert und war als solcher 1696 Kommandeur des Bataillons „Anhalt-Dessau“. Es folgte 1690/97 die Teilnahme an der Kampagne gegen Frankreich, wobei er 1696 zum Oberstleutnant befördert wurde. 1698, dann bereits Oberst, stand Dönhoff 1699 als Kammerherr im Dienst des Kurfürsten Friedrich III. 1704 war Dönhoff Kommandeur des Regiments „Hessen-Kassel“ und zog in den Jahren 1702/13 erneut gegen Frankreich. Am 15. Januar 1705 erfolgte die Beförderung zum Generalmajor. In dieser Eigenschaft ernannte ihn König Friedrich Wilhelm I. am 3. April 1713 zum Chef eines neugebildeten Infanterieregiments, das damit die Bezeichnung Infanterieregiment „von Dönhoff“ führte. Als Generalleutnant nahm Dönhoff 1715 an der Belagerung von Stralsund teil und fungierte ab Mitte Januar 1723 auch als Gouverneur von Kolberg, sowie als Hauptmann über die pommerschen Ämter Altstadt-Kolberg, Suckow und Sulzhorst. Er war Erbherr der Marcklackschen Güter im Kreis Rastenburg in Preußen.
Bereits zu Lebzeiten wird ihm eine Komturschaft des Johanniterordens in Schivelbein zugeschrieben. Dem folgen auch spätere Autoren überwiegend. Bereits 1788 wird er jedoch als „Ritter des deutschen Ordens, und Komthur zu Schiefenberg“ genannt. Dies bestätigt sich auch in mehreren Inschriften und Wappenabbildungen vor Ort. So trägt ein Rollband eines barock gestalteten Ziehbrunnen in Schiffenberg die Inschrift: „E. U. G. V. DÖNHOFF T. O. R. C. Z. S. Sr koenigl. Mayest. in Preussen wohl bestalter GENERAL LIEUTENANT über DERO Infanterie Aō: 1717“ (= Ernst Uladislaus Graf von Dönhoff Teutsch Ordens Ritter / Comtur zu Schiffenberg seiner königlichen Majestät in Preußen / wohl bestallter General Lieutnant / über dero Infanterie Anno 1717). Eine Komturschaft in Schiffenberg für die Jahre 1711 bis 1724 ist somit valide belegt. Schivelbein ist eventuell eine Verschreibung, die sich zudem auch in der größeren Entfernung Schiffenbergs zu Preußen und Kolberg begründet.
Dönhoff verstarb unverheiratet und wurde am 20. Juni 1724 in der Berliner Garnisonkirche beigesetzt.